# Пометун Олена Іванівна
Оле́на Іва́нівна Помету́н (* 6 серпня 1954, Моніно, Московська область) — український історик і методист історичної освіти, професор Луганського державного університету, доктор педагогічних наук, листопад 2010 — член-кореспондент Національної академії педагогічних наук України. Нагороджена Грамотою Верховної Ради України, нагрудним знаком «Відмінник освіти України», медаллю НАПН України «Ушинський К. Д.», 2013 року — нагородою Міжнародного Академічного Рейтингу «Золота Фортуна» — медаль «Незалежність України» ІІІ ступеня.

## Біографія
В Естонії закінчила середню школу. Навчалася у Луганському державному педагогічному інституті, 1977 року здобула спеціальність «історія, правознавство, методика виховної роботи». Працювала вчителем у загальноосвітніх навчальних закладах, згодом — доцент кафедри історії Луганського державного педагогічного інституту.
Завідувала лабораторією (з 2015 року — відділом) суспільствознавчої освіти до 2016 року. Інституту педагогіки НАПН України.
Є фахівцем з теорії та методики навчання предметів суспільствознавчого циклу в середній і вищій школі.
Створила програми та підручники з громадянської освіти, етики, історії, правознавства, для учнів,
- посібників для вчителів,
- на цю тематику наукові статті.

Загалом написала більше 300 праць, з них близько 50 підручників та посібників, схвалених Міністерством освіти і науки України.
Є автором Державної програми з історії України, брала участь у створенні Державного стандарту базової і повної загальної середньої освіти.
Працювала науковим редактором в журналах: «Історія в школі», «Історія в школах України», науково-методичного «Нова Доба».
Голова спеціалізованої Вченої ради по захисту кандидатських дисертацій спеціальності «Теорія і методика викладання історії» (до 2018 року).
Займається дослідженнями і впровадженням в Україні технологій розвитку критичного мислення, інтерактивних та тренінгових технологій, методикою навчання і підвищення кваліфікації вчителів і викладачів.
Тісно співпрацює з професійними вчительськими асоціаціями. Станом на 2019 рік — головний науковий співробітник відділу суспільствознавчої освіти Інститут педагогіки Національної академії педагогічних наук України|Інституту педагогіки.
Є директором та науковим керівником численних освітніх проектів організації «Вчителі за демократію та партнерство» щодо:
- розробки і здійснення місцевих, регіональних, загальнодержавних та міжнародних програм, що сприяють демократизації й соціальному партнерству в галузі освіти,
- впровадження інноваційних навчальних програм та матеріалів для вчителів та учнів,
- сучасних методів, технологій, засобів навчання.
- Як доктор педагогічних наук підготувала 4 доктори і 27 кандидатів наук.

## Деякі її публікації
- 2006 — « Формування духовності учнів засобами суспільствознавчих дисциплін»,
- 2007 — «Компетентнісний підхід у сучасній історичній освіті»,
- 2008 — «Формування громадянської компетентності старшокласників у процесі навчання історії» — спільно з Н. М. Гупан,
- 2008 — «Формування критичного мислення учнів на уроках з курсу за вибором „Права людини“»,
- 2010 — «Освіта для стійкого розвитку — інновація XXI століття».

## Окрема думка
Бюро журналістських розслідувань «Свідомо» звинувачує її в переписуванні підручників з історії України та їх вихолощуванні.